# 시스템 V 인쇄 시스템
유닉스 시스템 V의 인쇄 하위 시스템(System V printing system)은 유닉스의 인쇄를 위한 표준화된 여러 시스템들 가운데 하나이다.
시스템 V 인쇄 시스템에 이용 가능한 일반적인 사용자 명령은 다음과 같다:
- lp: 문서 출력 명령
- lpstat: 현재의 인쇄 대기열 보기
- cancel: 인쇄 대기열에서 작업 제거
- lpadmin: 인쇄 시스템을 구성하는 시스템 관리 명령어
- lpmove: 인쇄 대기열 간 작업을 이동하는 시스템 관리 명령어

## lp
lp 명령어는 유닉스, 리눅스와 같은 일부 유닉스 계열 운영 체제들의 프린터 대기열에 작업을 할당하는데 쓰이는 명령어이다. 그리고 이 일반 UNIX 출력 시스템은 리눅스와 OS X에 활용된다.
비록 이름과 기능이 유사하지만 그것은 Plan9의 lp와 유닉스 계열 BSD의 lpr과 다른 프로그램이다. 그 LPRng 프로젝트는 lp를 lpr 명령의 패키지로 제공된다.
pirnt(명령어)로써 lp의 최초 형태는 UNIX 시스템 V의 시스템 V 프린팅 체계였다. ITS, DEC. CP/M와 86-DOS의 비슷한 이름처럼 이것은 원래 line의 l과 printer의 p 그리고 local의 l과 printer의 p의 단어의 두문자어였다. 그러나 그 커맨드들은 1980년대의 줄의 또는 지역의 장비에 분류되는 것을 멈추었다. 그리고 오늘날 그자체로서 모든 프린터의 작동시스템으로 사용된다.